# 里徹高地
73°0′S 9°0′W / 73.000°S 9.000°W
里徹高地（英語：Ritscher Upland），是南極洲的高地，位於毛德皇后地的阿斯特里德公主海岸，西面和西南面是克勞爾山脈和黑邁弗朗特山脈，東面是博格地塊和基爾萬海崖，現時由南極條約體系管理。